# Distrito de Comandante Noel
El distrito de Comandante Noel es uno de los 4 distritos de la provincia de Casma, ubicada en el departamento de Ancash, bajo la administración del Gobierno regional de Áncash, en el Perú.

## Historia
El distrito fue creado mediante Ley 5444 del 3 de mayo de 1926, en el gobierno del Presidente Augusto B. Leguía.

## Geografía
Tiene una superficie de 222,76 m² y una población de más de 2 000 habitantes.

## Autoridades

### Municipales
- 2015 - 2018[2]
  - Alcalde: Marco Antonio Rivero Huertas, del Partido democrático Somos Perú.
- 2011 - 2014
  - Alcalde: Marco Antonio Rivero Huertas, del Movimiento Independiente Regional Río Santa Caudaloso (MIRRSC).
- 2006 - 2010
  - Alcalde: José Alejandro Montalván Macedo.